# 塩路嘉一郎
塩路 嘉一郎（しおじ かいちろう、生没年不詳）は、幕末期の紀州藩士として藩政改革の首脳、紀州藩戊営副都督を務めた。明治2年の紀州藩廃藩後は明治政府に仕え、兵部省、元老院に出仕した官吏である。幕末には一時、崖家（岸家）の養子となり、崖（岸） 嘉一郎（きしかいちろう）を名乗る。更に明治以後は、岸 嘉一郎と表記した。
適塾時代の関係で山口寛斎の孫そのを娶り、寛斎の子山口良蔵とも縁戚。

## 経歴
紀伊国生まれ。
大坂に出て適塾で蘭学を学ぶ。この時の一年先輩が後の適塾塾頭・福澤諭吉であった。以後も福澤との親密な関係が続いた。適塾を出た後、山口良蔵、池田良輔と共に紀州藩に召し抱えられる。慶応2年（1866年）に小泉信吉、松山棟庵、和田義郎、小川駒橘、草郷清四郎らと共に江戸に上り、中津藩士の福沢諭吉の慶應義塾に遊学。紀州藩に戻ると、鉄砲洲時代から優秀なる子弟を選抜して慶應義塾に送り込んだ。明治5年の三宅米吉、明治7年の鎌田栄吉がその例である。
明治2年（1870年）に紀州藩の藩政改革を任された津田出の招聘を受け江戸から帰藩して兵制改革に携わり、プロイセン式兵制を取り入れるために招聘されたお雇い外国人のカール・ケッペン他の教官の対応をするため伝習御用総括に任命される。同年、軍務局が改組して戊兵が設置され、翌明治3年（1871年）に嘉一郎は戊兵副総督となる。1月15日、ドライゼ銃の運用に必須である点火薬製造について、和歌山藩の弾薬工場での初製造に立ち会い、指導したケッペンとシャンペンで祝杯をあげた。ケッペンは塩路のことを「（紀州藩の）陸軍大臣」と呼んでいた。一方、ハイトケンペルは、和歌山で副都督嘉一郎の媒酌で、藩医・藤並大監の二女時と一時結婚している。
明治4年（1872年）の廃藩置県の際に、プロイセン式に整備された紀州藩兵の動揺を抑えて平和裏に解散を実施した。この時、陸奥宗光が塩路と監軍・長屋喜弥太、岡本柳之助を招いて、後図を議している。東京に出て兵部省に勤め六等出仕となる。兵部省が廃止となると元老院に出仕した（元老院議官ではない）。